# Джермин-стрит
У этого термина существуют и другие значения: см. Джермин.
Джермин-стрит (англ. Jermyn Street) — односторонняя улица в Лондоне (боро Вестминстер, район Сент-Джеймс). Расположена к югу от Пикадилли, идёт параллельно ей и затем примыкает к ней. Широко известна как улица с большим количеством магазинов по продаже мужской одежды.

## История
Улица Джермин-стрит появилась около 1664 года в рамках развития района центрального Лондона Сент-Джеймс, и получила своё название в честь графа Генри Джермина (1605—1684). Первое письменное упоминание улицы относится к 1667 году в написании Jarman Streete.

## Известные жители
Многие портные владели или до сих пор владеют домами по улице и нередко сдавали комнаты квартирантам. К примеру, дом № 22 когда-то принадлежал итальянскому торговцу шелком Чезаре Сальвуччи и военному портному, которые сдавали комнаты таким людям, как банкир Теодор Ротшильд. На Джермин-стрит жил герцог Джон Черчилль (когда он ещё носил титул «полковник Черчилль»); учёный Исаак Ньютон (с 1696 по 1700 год в доме № 88; с 1700 по 1709 год в доме № 87 — в этот период он служил на должности «Смотритель Монетного двора»). В XVII—XVIII веках на улице жили разбойник с большой дороги и аптекарь Уильям Планкетт; герцогиня Франсис Стюарт; графиня Элизабет Перси; художник Джон Кейс Шервин.
Таверна «Пушка» была одним из лучших мест для отдыха в Лондоне для иностранцев с революционными вкусами в конце XVIII века; также на улице была расположена гостиница «Гренье», которой покровительствовали французские беженцы. На Джермин-стрит располагалась гостиница «Брансуик», в которой жил Наполеон III под вымышленным именем «Граф Д’Аренберг» после побега из за́мка Ам.
Хотя на этой улице никогда не жил денди Джордж Браммелл, его статуя установлена на пересечении Джермин-стрит и Пикадилли-Аркейд, в знак восхищения его элегантностью в одежде.
Во время Второй мировой войны на Джермин-стрит, в доме № 93, жил известный оккультист Алистер Кроули; благодаря его положительным отзывам об этом месте, вскоре сюда переехала писательница, богачка и полит-активистка Нэнси Кунард.
В начале 1990-х годов переехали в Лондон и поселились на Джермин-стрит новозеландские повара, телеведущие-комики, Хадсон и Холлс.

## Бизнес
Магазины на Джермин-стрит традиционно продают рубашки и другую одежду для джентльменов; шляпы, обувь, товары для бритья, одеколоны, подтяжки и фиксаторы для усиления воротничка. На улице расположены магазины известных производителей мужской одежды: Turnbull & Asser, Hawes & Curtis, Thomas Pink, Charles Tyrwhitt, T. M. Lewin, Hackett, DAKS и другие; обувной магазин John Lobb Bootmaker. С 1907 года на улице работает магазин мужских товаров класса люкс Alfred Dunhill; также на Джермин-стрит расположена парикмахерская Geo. F. Trumper, сигарный магазин Davidoff, парфюмерный магазин Floris of London.
На Джермин-стрит расположен самый старый в Британии магазин сыров, Paxton & Whitfield, работающий с 1797 года; ресторан Fortnum & Mason; ночной клуб «Бродяга»; 70-местный театр «Театр Джермин-стрит» (самый маленький на Вест-Энде).

## Примечательные здания
Значительное количество зданий Джермин-стрит являются Собственностью Короны.
На пересечении Джермин-стрит с Пикадилли расположено здание Simpsons of Piccadilly — открытый в 1936 году, это был крупнейший магазин мужской одежды в Великобритании, ныне является книжным магазином; с 1970 года здание является памятником архитектуры. Всего на улице находится около полутора десятков таких охраняемых законом зданий.
Николаус Певзнер в своём путеводителе 1973 года Pevsner Architectural Guides написал: «Витрина магазина в доме № 97 в викторианском стиле — одна из лучших на сегодняшний день в Вест-Энде».

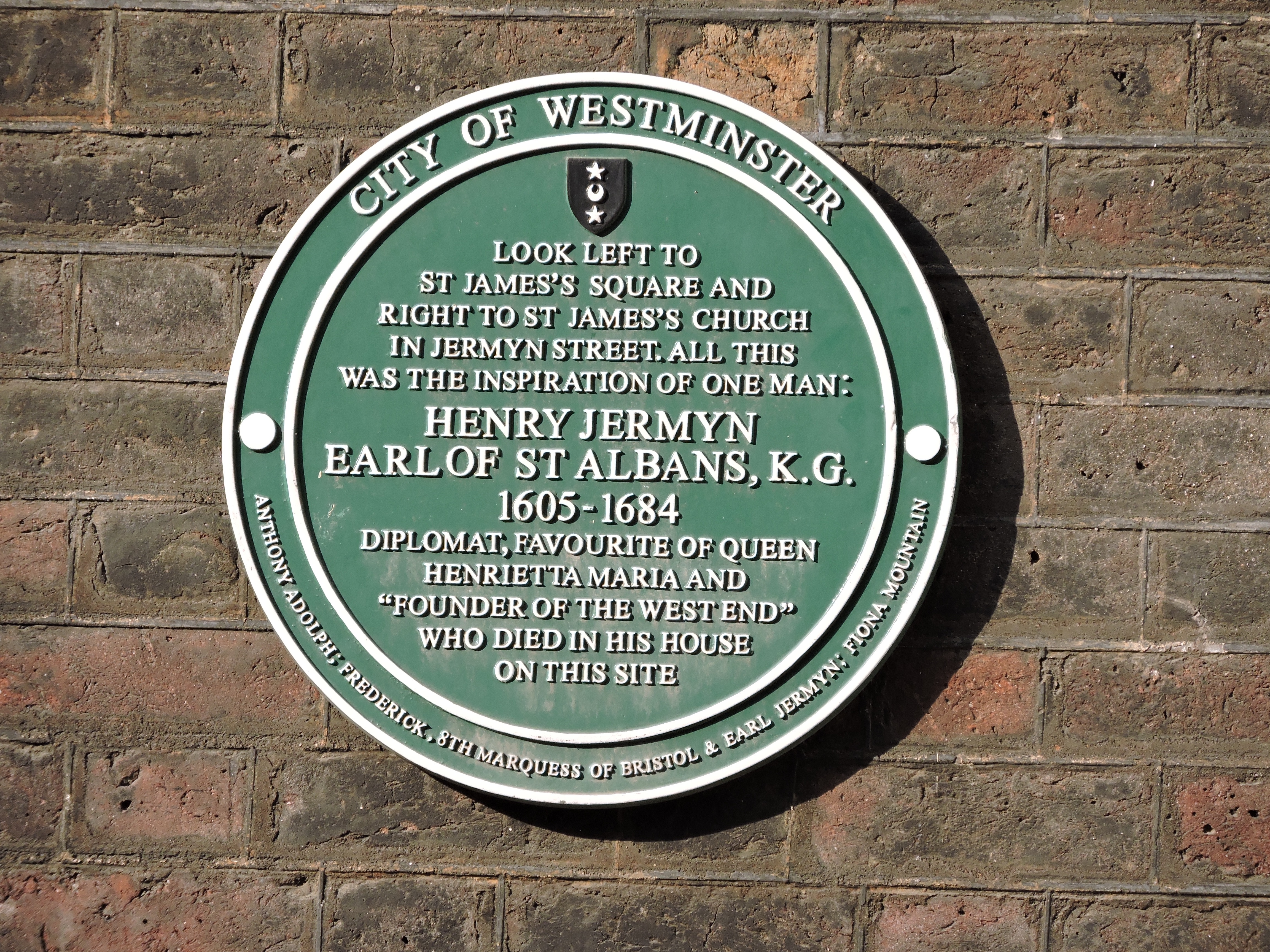
Памятная табличка графу Генри Джермину[англ.]
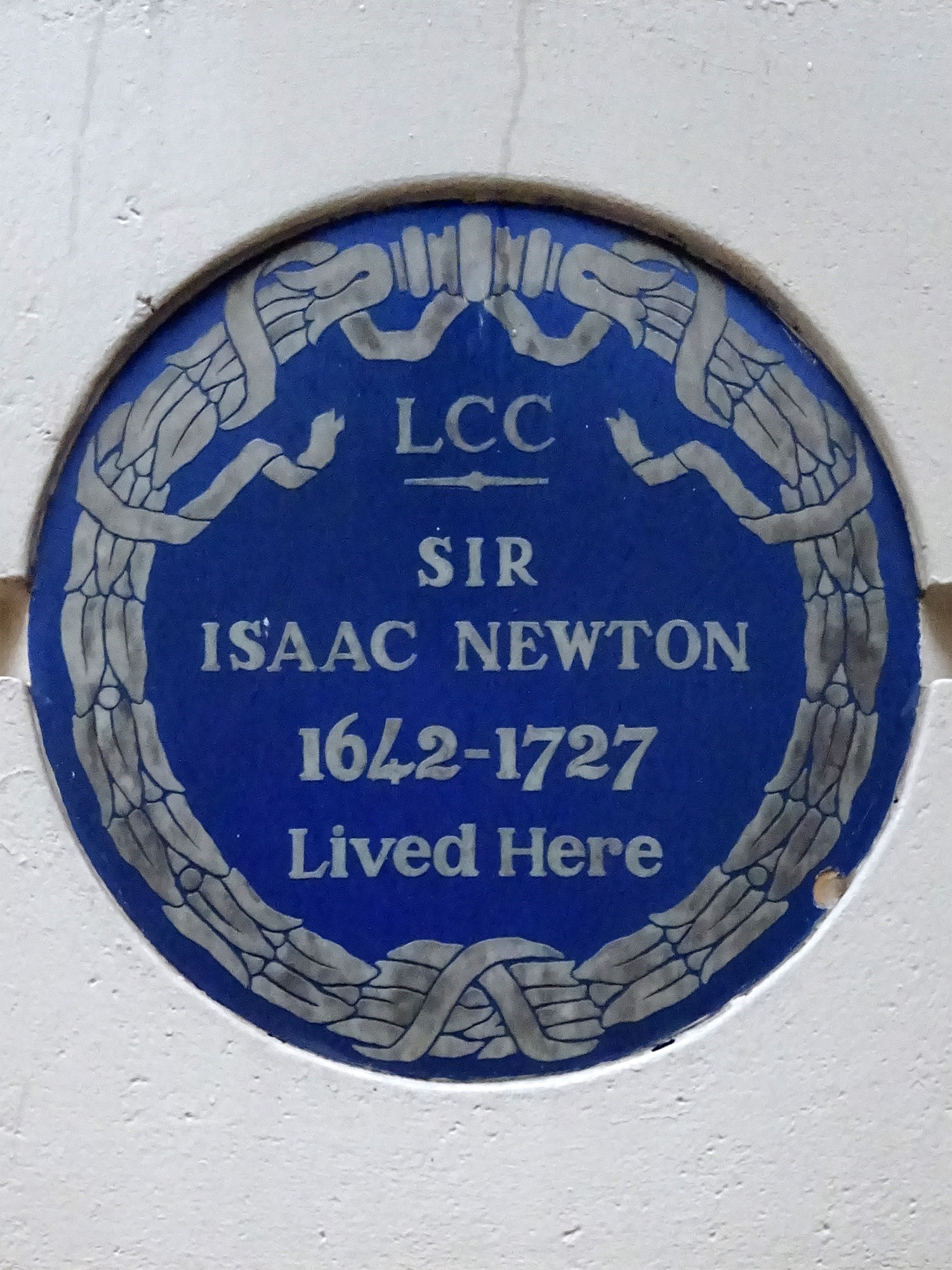
Синяя табличка: «Сэр Исаак Ньютон (1642—1727) жил здесь»
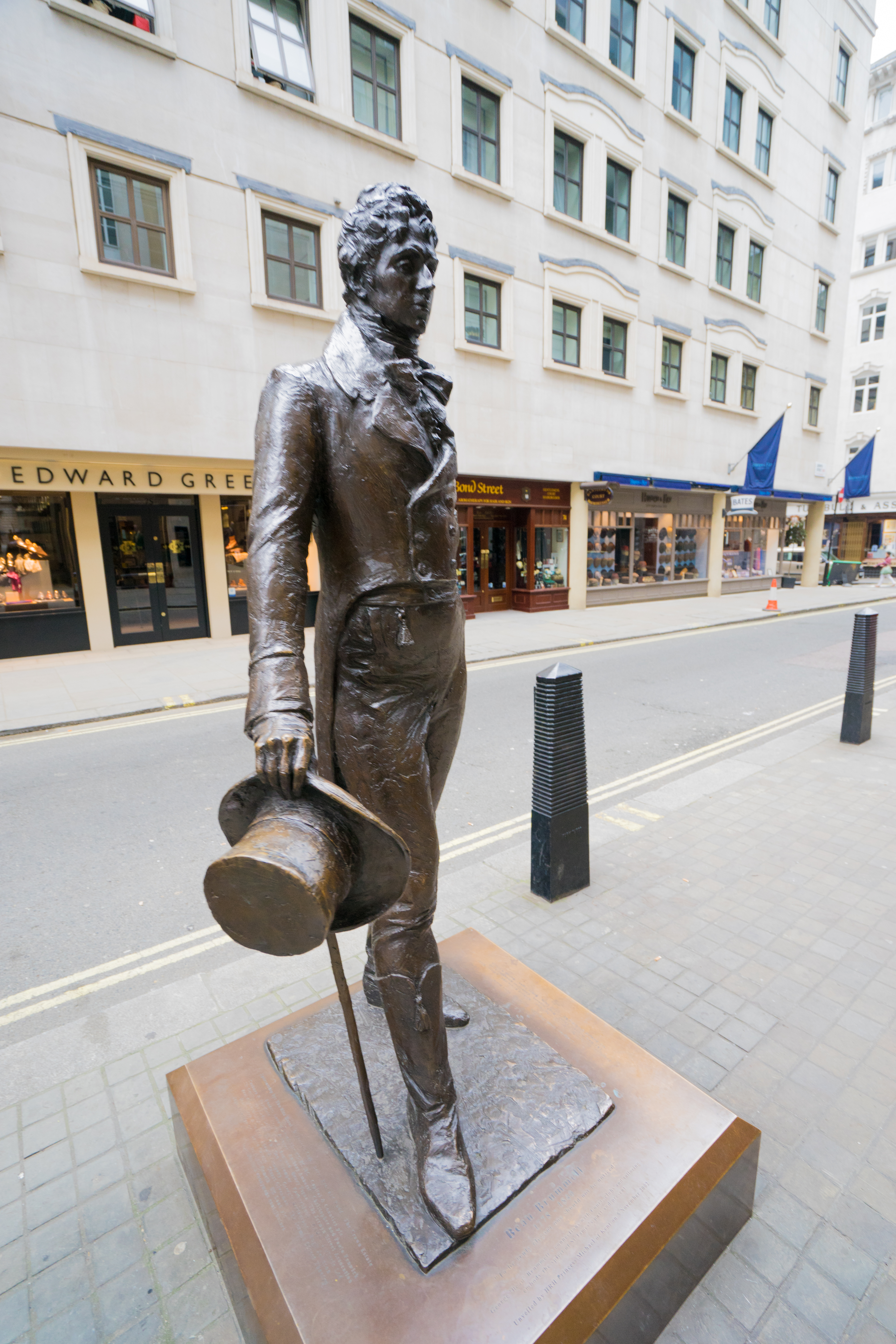
Статуя Джорджа Браммелла
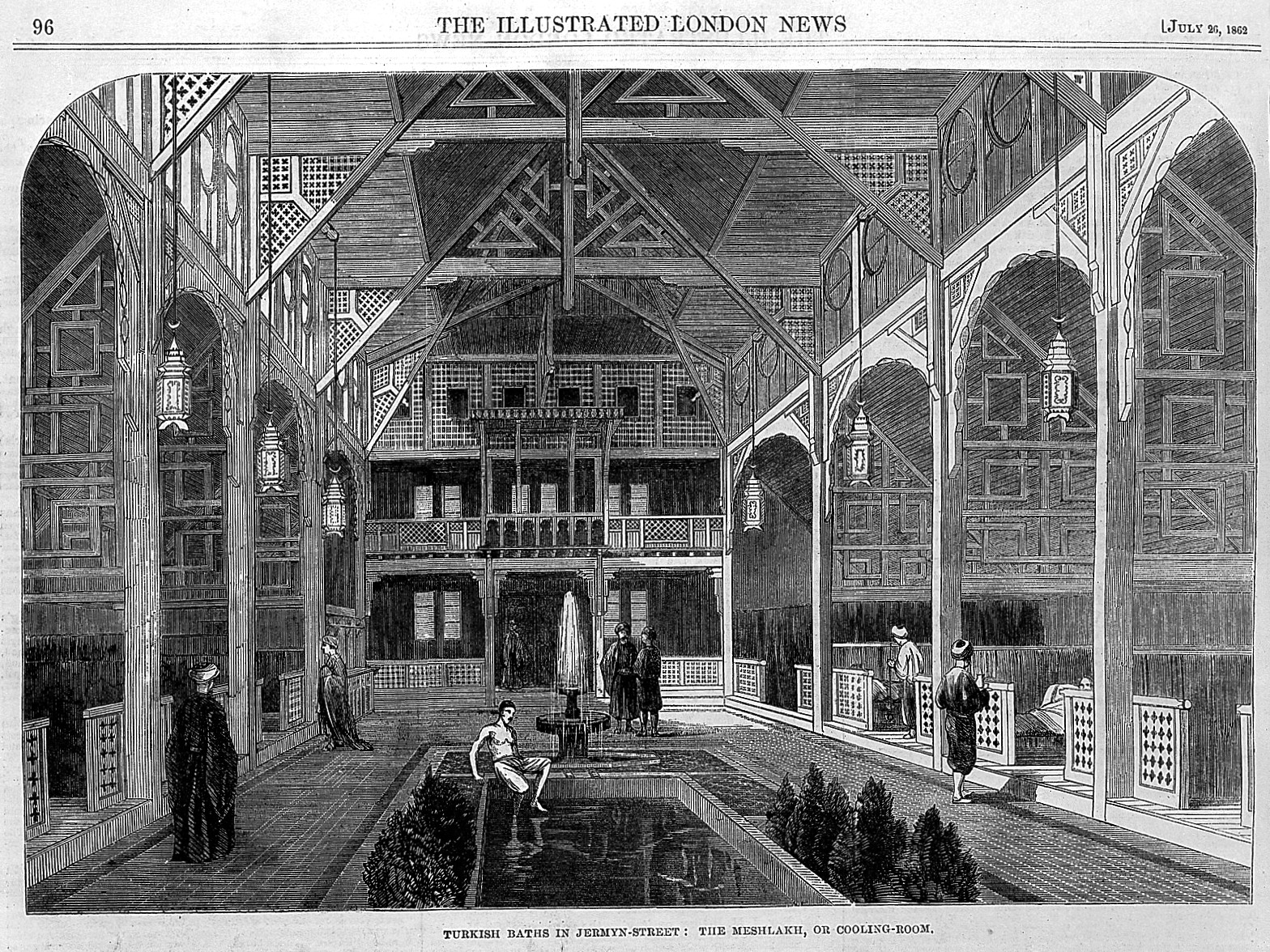
Турецкая баня Джермин-стрит, рисунок 1862 года
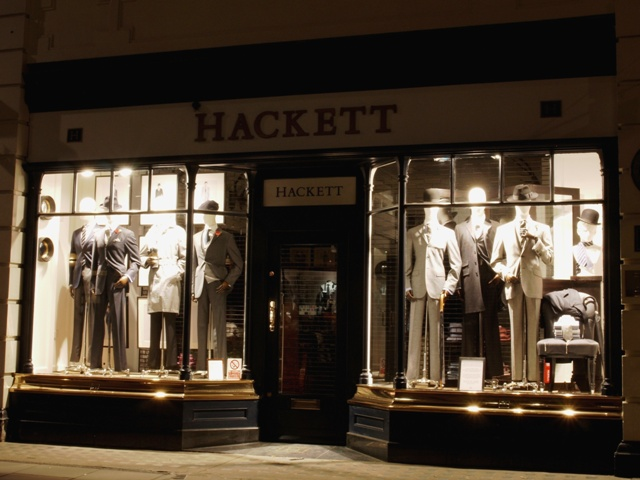
Магазин мужской одежды Hackett[англ.]
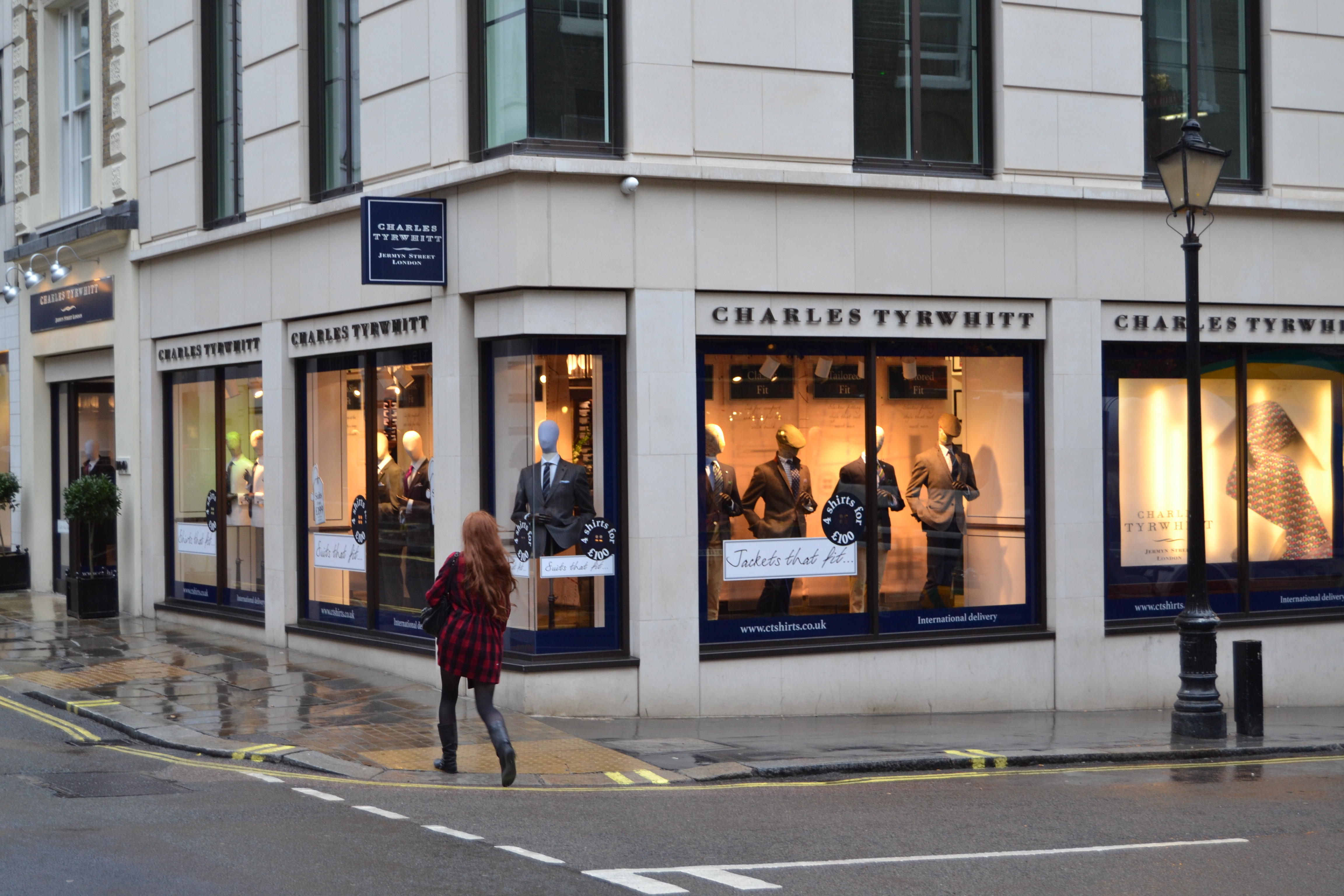
Магазин мужской одежды Charles Tyrwhitt[англ.]
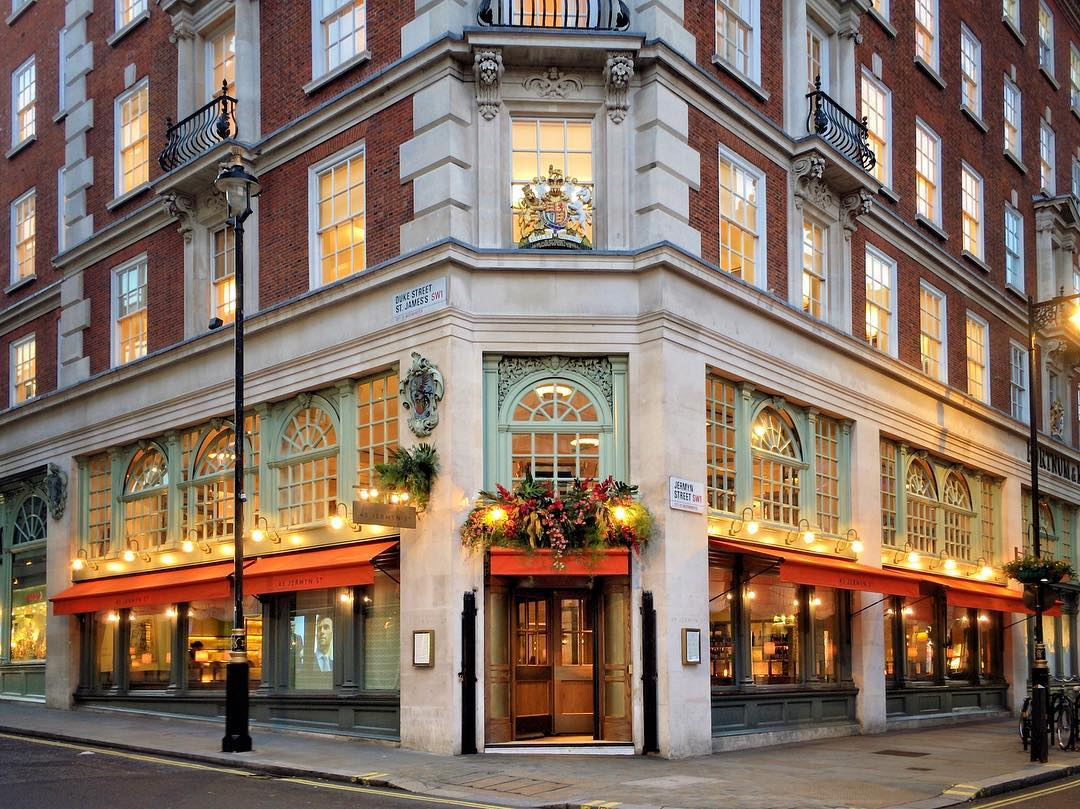
Ресторан Fortnum & Mason[англ.]
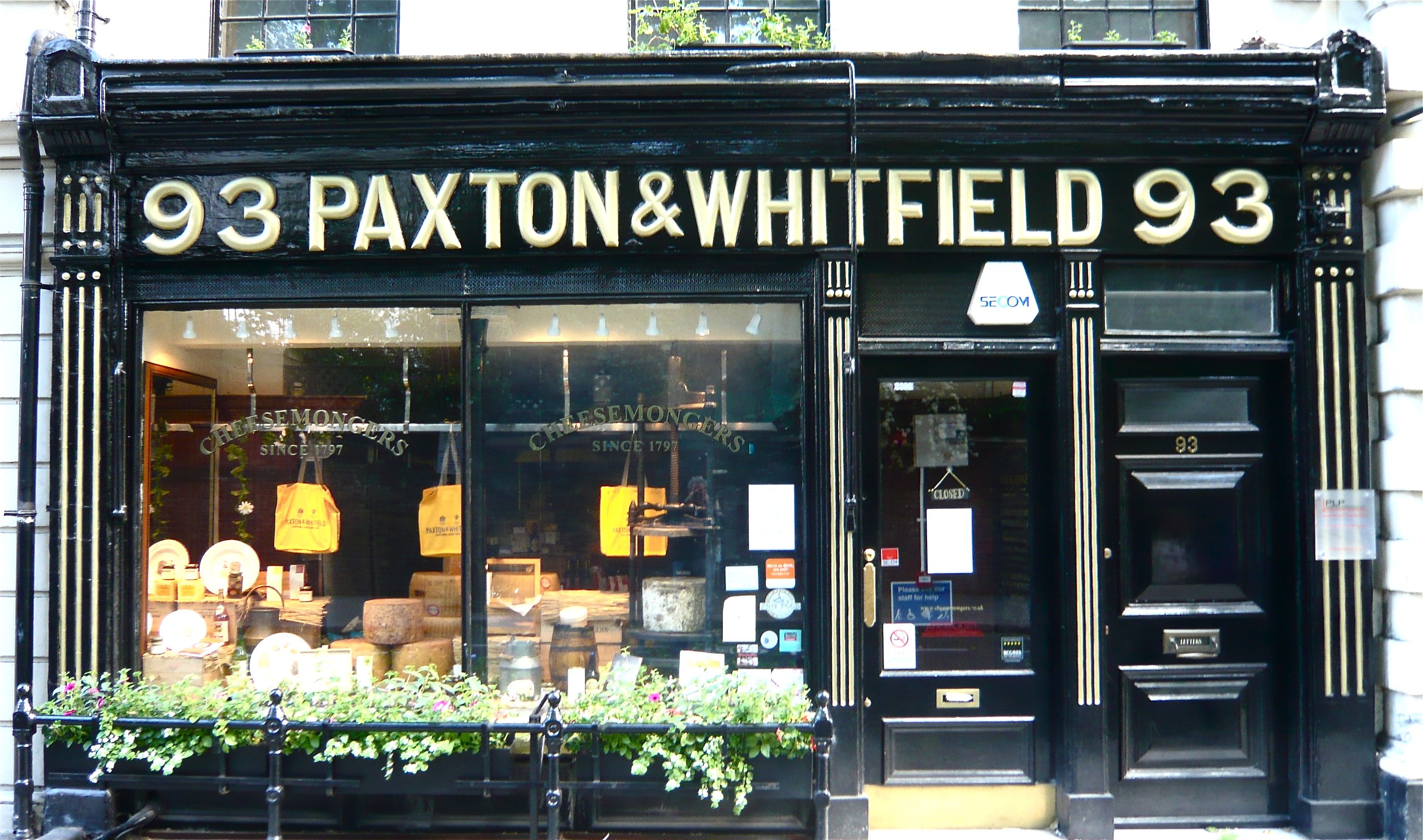
Магазин сыров Paxton & Whitfield[англ.]
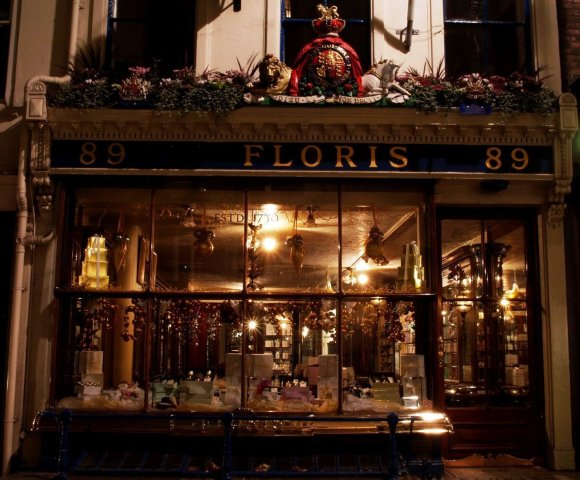
Парфюмерный магазин Floris of London[англ.]
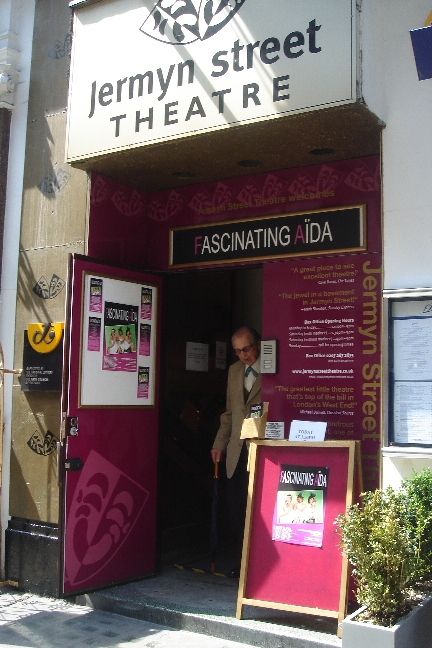
Театр Джермин-стрит[англ.]